# Zlatan Ibrahimović
Zlatan Ibrahimović (Malmö, 1981. október 3. –) (svéd kiejtés:  [ˈslǎːtan ɪbraˈhǐːmʊvɪtɕ] kiejtéseⓘ; bosnyák kiejtés:  [zlǎtan ibraxǐːmoʋitɕ]) bosnyák és horvát származású, svéd válogatott labdarúgó, 2023-as visszavonulása előtt az olasz élvonalban szereplő AC Milan játékosa volt.
Profi pályafutását 1999-ben kezdte szülővárosa csapatában, a Malmö FF-ben. 2001-ben az Ajax igazolta le, 7,8 millió euróért.  A holland klubbal két év alatt kétszeres holland bajnok, egyszeres holland kupagyőztes és szuperkupa-győztes lett. 2004 nyarán a Juventushoz szerződött, ahol már az első szezonjában olasz bajnok lett, a Bajnokok Ligájában a negyeddöntőig jutott a csapatával. Ebben az évben megkapta az olasz bajnokság legjobb külföldi játékosának járó díjat. 2006-ban a rivális Internazionale szerződtette, 28,7 millió euróért. A milánói csapattal sorozatban három olasz bajnoki címet szerzett, és ő lett a 2008-2009-es bajnokság gólkirálya, 25 találattal.
2009 nyarán Barcelonába került, 40 millió euróért és Samuel Eto'o játékjogáért cserébe. A spanyol klubban egy év alatt kétszeres spanyol szuperkupa-győztes, egyszeres spanyol bajnok és klubvilágbajnok, valamint UEFA-szuperkupa győztes lett. Egy év múlva visszakerült Milánóba, az AC Milan vette kölcsön egy évre. Ebben az évben megszerezte a 4. olasz bajnoki címét. Az olasz csapat élt a vásárlási opciójával, így 24 millió euróért végleg megszerezte a svéd játékost. A következő szezonban olasz szuperkupa-győztes és az olasz bajnokság gólkirálya lett a Milannal. 2012-ben leigazolta a Paris Saint-Germain. Már az első szezonjában francia bajnok lett. A következő idényben is bajnok lett a PSG-vel, emellett francia ligakupát és francia szuperkupát nyert. A 2014-2015-ös szezonban francia bajnok, kupagyőztes, szuperkupa-győztes, valamint ligakupa-győztes lett a csapatával. Ezt az eredményt megismételte az utolsó idényében a francia klubban.
2016-ban leigazolta a Manchester United. A debütáló szezonjában Európa-liga győztes lett az angol csapattal, emellett angol ligakupa és szuperkupa-győztes lett. A következő idényében második lett a csapatával az angol bajnokságban. 2018 tavaszán szerződést kötött az észak-amerikai bajnokságban szereplő Los Angeles Galaxy csapatával. 2020-ban visszatért a Milanhoz, ahol olasz bajnok lett a klubbal.
Egyike azon játékosoknak, akik több, mint száz alkalommal lépett pályára a svéd nemzeti csapatban. 62 góljával a legeredményesebb a válogatottban. Képviselte Svédországot a 2002-es, a 2006-os, a 2010-es, valamint a 2014-es világbajnokság selejtezőiben. Részt vett még a 2004-es, 2008-as, a 2012-es és a 2016-os Európa-bajnokságon. A válogatottal két világbajnokságra és négy Európa-bajnokságra jutott ki. Rekordot jelentő, 12 alkalommal nyerte el az az év svéd labdarúgójának járó díjat. 2012. november 14-én, egy Anglia elleni barátságos mérkőzésen 27 méterről ollózva talált a kapuba, a mérkőzésen a svédek mind a 4 gólját ő szerezte. Később ezzel a találattal elnyerte a 2013-as Puskás-díjat.
Ibrahimovićot 2007-ben, 2009-ben, 2013-ban és 2014-ben is beválasztották az UEFA év csapatába. A 2013-as Aranylabda szavazáson 4. helyet szerzett.
2023. június 4-én, az olasz bajnokság utolsó fordulóját követően bejelentette visszavonulását.

## Gyermekkora
1981. október 3-án született jugoszláv bevándorlók gyermekeként, Malmö városának főként menekültek lakta területén. Édesapja bosnyák származású, Šefik Ibrahimović 1977-ben emigrált Svédországba. Édesanyja, Jurka pedig horvát felmenőkkel rendelkezik. Anyja néha a fejére ütött egy fakanállal, ami emiatt gyakran eltört. A szüleit különösebben nem érdekelte a labdarúgás, hétéves korában kezdett el futballozni, amikor kapott egy futballcipőt. Kezdetben egyetlen szórakozási lehetősége a labda volt. Féltestvére drogproblémákkal küzdött, ezért kilencévesen az édesapjához került. 15 éves korában közel állt ahhoz, hogy befejezze pályafutását, hogy a malmői dokkokon dolgozzon, de végül az edzője meggyőzte, hogy maradjon a labdarúgásnál.

## Pályafutása

### Klubcsapatokban

#### Kezdetek
Első csapata a Malmö Boll ochvIdrottsförening volt, innen került az FBK Balkan utánpótlás csapatához. A bevándorlók egyesületében 13 éves koráig szerepelt, a BK Flagg figyelt fel rá. Innen került később a Malmö FF akadémiájára, ahol 4 év után felkerült a felnőtt csapatba.

#### Malmö FF

##### 1999-es szezon
1999-ben Roland Andersson, a Malmö FF vezetőedzője behívta a felnőtt keretbe, mindössze 17 évesen. 1999. szeptember 19-én a Halmstads BK elleni bajnoki mérkőzésen mutatkozhatott be az első csapatban. A szezonban sok játéklehetőséget nem kapott, hat alkalommal állt be csereként a svéd együttesbe. 1999. október 30-án megszerezte első gólját a malmői klubban, a Västra Frölunda elleni bajnokin. A csapatával 13. helyen végzett a svéd bajnokságban, ez azt jelentette, hogy a Malmö FF története során először kiesett az első osztályból.

„Soha nem felejtem el a napot, amikor először pályára léptem a Malmö arénájában. Húszezer ember tombolt, soha nem éreztem még ilyet. Egy pillanatra megdermedtem, aztán elkezdtem élvezni. Nem tudtam betelni a hangulattal, magamban csak annyit ordítottam, hangosabban, hangosabban! Tudtam, végre megtaláltam a helyem.”

– Zlatan Ibrahimović 

##### 2000-es szezon
A gyenge eredmények és a kiesés miatt a svéd klub vezetősége meneszette Roland Anderssont. A másodosztályba való kiesés óriási terhet jelentett a csapat számára. Ibrahimović egyre inkább a kezdőcsapat tagja lett, 26 meccsen lépett pályára, ahol 12 gólt szerzett. A svéd játékos egyre népszerűbb lett Malmőben, a vezetőedző, Michael Andersson is hitt benne, ennek is köszönhetően a Malmö visszajutott az első osztályba.

##### 2001-es szezon
Ibrahimovićot a 2000-es szezon után több európai topcsapat figyelemmel kísérte. Arsène Wenger, az Arsenal vezetőedzője is megpróbálta az igazoltatását, de nem járt sikerrel. A spanyolországi felkészülés alatt lőtt gólja miatt az Ajax vezérigazgatója, Leo Beenhakker meg akarta szerezni a játékost. Mindeközben a Svéd Kupában az elődöntőig jutott a Malmővel, az AIK Stockholm állította meg a svéd klubot. Összességében 3 gólt szerzett 8 meccsen, a Malmö a 9. helyen végzett a svéd bajnokságban. Három év alatt 40 meccset játszott a svéd bajnokság első és második vonalában, ezeken 16 gólt szerzett. Még ebben az évben felkerült a Don Balón magazin 100 legígéretesebb labdarúgóinak listájára.

„Amikor 17 éves voltam, Wenger megkért, hogy menjek az Arsenalhoz próbajátékra. Visszautasítottam. Zlatan nem jár próbákra.”

– Zlatan Ibrahimović 

#### Ajax

##### 2001–2002-es szezon
Kezdetekben nem kapott sok játéklehetőséget Co Adriaanse irányítása alatt. 2001 novemberében menesztették az addigi vezetőedzőt, helyére pedig Ronald Koemant nevezték ki a csapat edzőjének. Július 26-án mutatkozott be a csapatában az AC Milan elleni 1–0-s vereség során. A holland bajnokság 3. fordulójában szerezte meg első gólját, a Feyenoord ellen. A Twente elleni 2–0-s győzelem alkalmával is betalált. Az Apóllon Lemeszú ellen mindkét mérkőzésen gólt lőtt. A Fortuna Sittard ellen két gólt is szerzett. A Roda elleni döntetlen alkalmával is a hálóba talált. Az Sparta Rotterdam elleni 4–0-s győzelem során gólt szerzett. Május 12-én megnyerte csapatával a Holland kupát, egy góllal járult hozzá az Utrecht 3–2-s legyőzéséhez. Holland bajnok lett az Ajax csapatával, ezzel pályafutása első profi bajnoki címét szerezte.

##### 2002–2003-as szezon
A szezont egy szuperkupa-győzelemmel kezdte, a PSV Eindhovent verték 3–1-re. Első gólját az idényben a NAC Breda ellen lőtte, a holland bajnokság 6. fordulójában. 2002. szeptember 17-én meglőtte pályafutása első, majd második gólját a Bajnokok Ligájában az Olympique Lyonnais ellen. A Roosendaal ellen is a kapuba talált, a mérkőzés első gólját szerezve. A Valencia elleni 1–1-s döntetlen során is betalált a Bajnokok Ligájában. Az AS Roma elleni hazai BL-meccsen is gólt szerzett. A PSV elleni vereség alkalmával is gólt lőtt. Az Excelsior ellen már a 2. percben betalált. A Willem II elleni 6–0-s győzelem során 2 góllal járult hozzá a sikerhez. A Holland kupában a Roda ellen győztes gólt lőtt. A Feyenoord elleni döntetlen során a vezető találatot szerezte. A Groningen elleni 4–1-s győzelem alkalmával gólt lőtt, majd a kupában duplázott ellenük. A Zwolle ellen szintén 2 gólt lőtt. Az Excelsior ellen 2 találatot jegyzett, ezzel megfordítva a mérkőzést. A Roda ellen szerezte utolsó gólját a szezonban. Ebben az idényben 26 találatot jegyzett, a Bajnokok Ligájában a negyeddöntőig jutott csapatával, ahol az AC Milan állította meg őket. A holland bajnokságban 2. helyen végeztek a PSV Eindhoven mögött.

##### 2003–2004-es szezon
A szezont egy Grazer AK elleni találattal kezdte a Bajnokok Ligája 3. selejtezőkörében. A bajnokságban az RKC Waalwijk ellen szerezte első gólját az idényben. A NAC Breda elleni vereség alkalmával szerzett ismét gólt. A bajnokság 6. fordulójában a Willem II elleni 6–0-s mérkőzésen talált be. A Groningen elleni győztes mérkőzésen ő szerezte az egyenlítő gólt. A Celta Vigo elleni Bajnokok Ligája mérkőzésen győztes gólt szerzett. A PSV elleni rangadón a 72. percben egyenlített. November 1-én újabb találatot jegyzett az AZ Alkmaar elleni bajnokin. Az ADO Den Haag, a Heerenveen, valamint a Vitesse ellen is gólt lőtt. A Feyenoord elleni döntetlen alkalmával a vezető találatot jegyezte. A Willem II ellen szerezte a szezonban az utolsó gólját.

##### 2004–2005-ös szezon
Első gólját a Twente ellen lőtte a szezonban.  A NAC Breda elleni második találatát 2004. augusztus 22-én az ''Év góljává'' választották az Eurosport nézői. 2004. augusztus 31-én hivatalossá vált, hogy a Juventus megszerezte játékjogát.

#### Juventus

##### 2004–2005-ös szezon
2004. augusztus 31-én, a nyári átigazolási időszak utolsó napján igazolt az olasz klubhoz 16 millió euró ellenében. David Trezeguet sérülése miatt rögtön a kezdőcsapat tagja lett.

#### Internazionale

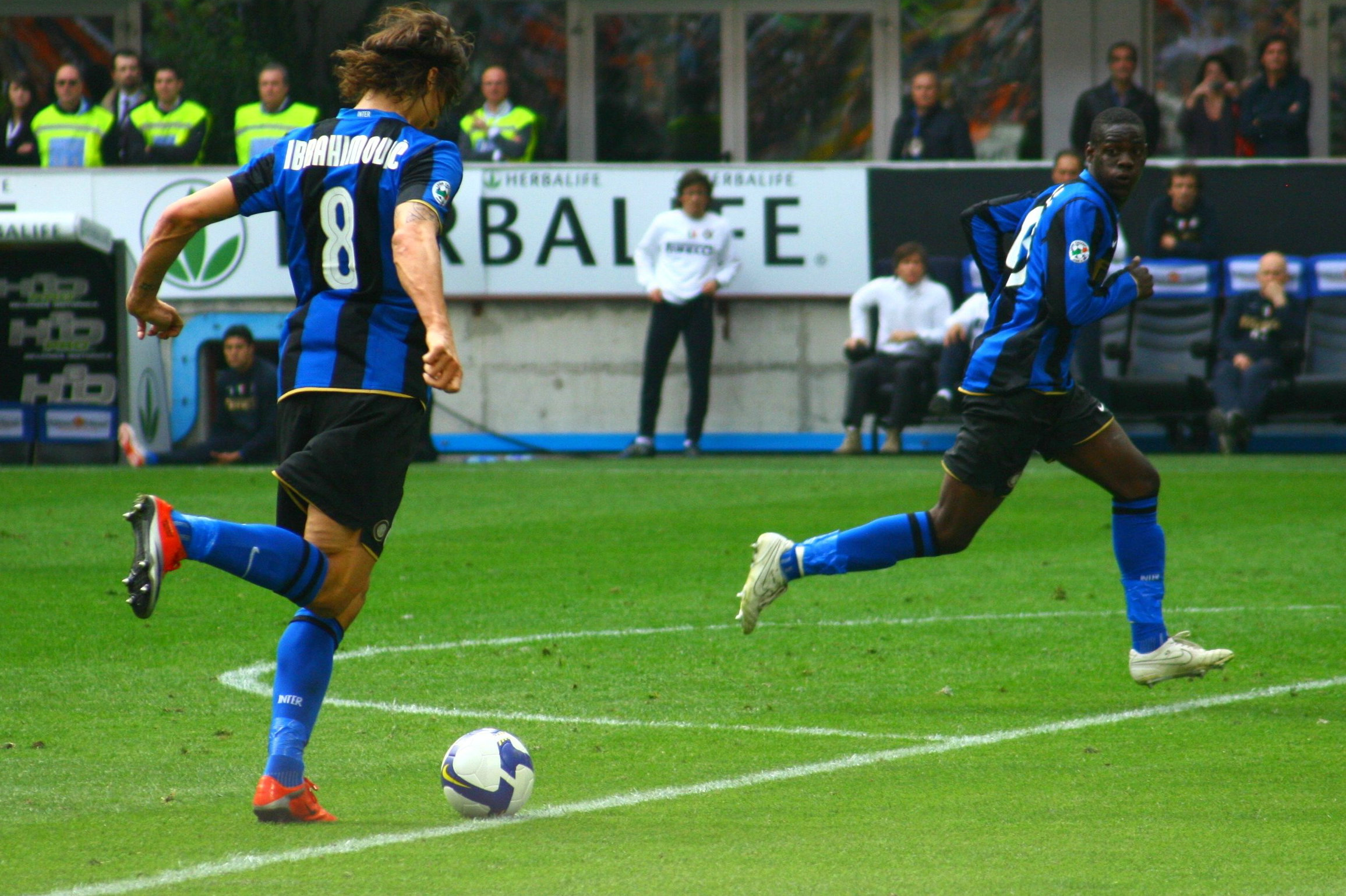
Ibrahimović és Mario Balotelli a Palermo ellen 2009-ben

2006. augusztus 10-én írt alá a milánói együtteshez, amely 24.8 millió eurót fizetett a Juventusnak. Zlatan 4 éves szerződést kötött az Interrel. Korábbi csapattársát, Patrick Vieirát, pár nappal korábban szintén leigazolta az Inter. Átigazolása után egy interjúban Zlatan elmesélte, hogy gyermekkorában Inter szurkoló volt. Milánói karrierje egy góllal és gólpasszal kezdődött a Fiorentina ellen. Első bajnoki szezonjában 15 gólig jutott és megnyerte a 2006–2007-es bajnokságot. 97 ponttal zárták a idényt.
2007. szeptember 16-án játszotta 100. olasz bajnoki mérkőzését, ugyanebben az évben meghosszabbította szerződését, amely 2013-ig kötötte az olasz óriáshoz. Október 2-án két gólt szerzett a PSV Eindhoven ellen a Bajnokok Ligája csoportmérkőzésén, amely 2005 decembere óta az első BL gólja volt. Ebben az idényben 5 Bajnokok Ligája gólt szerzett 7 mérkőzésen.
A 2008–2009-es szezonban a Bologna ellen szerzett találatát, ismét az "Év góljának" választották, majd a bajnokság utolsó mérkőzésén az Atalanta ellen kétszer is betalált, ennek köszönhetően megelőzte Marco di Vaiót és Diego Militót, és 25 góllal gólkirály lett.

#### Barcelona

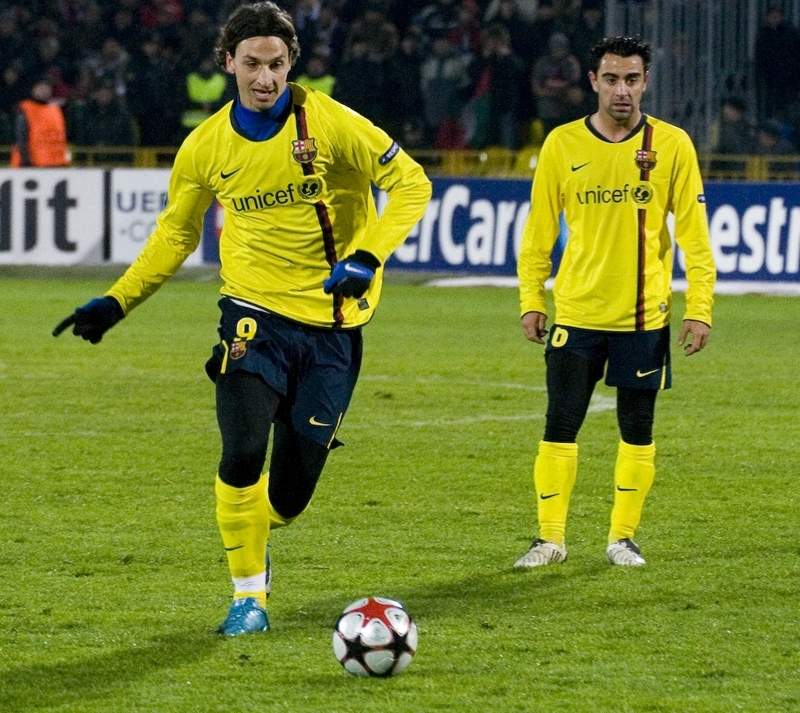
Zlatan Ibrahimović volt csapattársával, Xavival

A Barcelona elnöke, Joan Laporta 2009. július 17-én jelentette be, hogy megegyeztek az Interrel Ibrahimović átigazolásáról, majd a sikeres orvosi vizsgálatok után mintegy 60 ezer néző előtt mutatták be hivatalosan a Camp Nouban. Az átigazolás értelmében a Barcelona 46 millió eurót és Samuel Eto’o játékjogát (piaci értéke 20 millió euró) adja Zlatan Ibrahimovićért cserébe.
Ibra 5 évre kötelezte el magát a Katalánoknál.

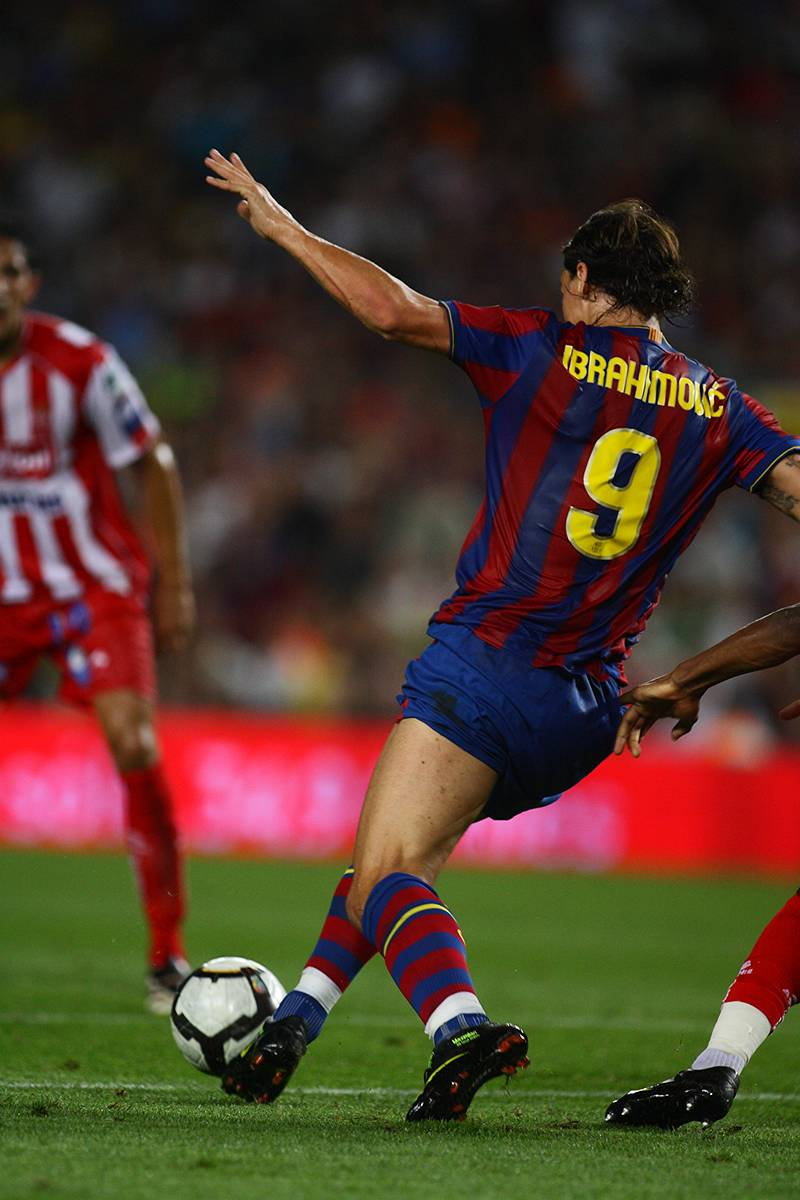
Ibrahimović egyetlen szezont töltött Barcelonában

2009. augusztus 23-án mutatkozott be hivatalos mérkőzésen a Barcelonában, az Athletic Bilbao ellen a spanyol Szuperkupában, melyen gólt még nem szerzett, azonban kiosztott egy gólpasszt Lionel Messinek. Következő mérkőzése a 2009-es Európai szuperkupa mérkőzés volt, a bajnokságban pedig a Sporting Gijón elleni nyitányon debütált, amelyen megszerezte első gólját Barca mezben. Azt ezt követő 3 bajnoki mérkőzésén is gólt szerzett, mellyel rekordot állított be a Barcelonában, miszerint az első 4 meccs mindegyikén betalált.
Október 20-án megszerezte első Bajnokok Ligája gólját is a Rubin Kazany elleni csoportmérkőzésen. 5 nappal később pedig duplázott a Zaragoza elleni 6–1-es győzelem alkalmával. Ezzel pedig 7 mérkőzésen 7 rúgott góllal állt a bajnokságban, mellyel a Barcelona a tabella élére került. November 7-én combsérülést szenvedett, amely 3 hetes kihagyásra kényszerítette a támadót. November 29-én tért vissza a Real Madrid elleni rangadóra, ahol Thierry Henryt váltotta a második félidőben. Visszatérése remekül sikerült: az ő góljával nyert a FC Barcelona a Real Madrid ellen. Február 14-én szerezte első gólját 2010-ben az Atlético Madrid ellen. Később bevette a VfB Stuttgart kapuját is a Bajnokok Ligája nyolcaddöntőjének első mérkőzésén. A következő körben 2 gólt szerzett az Arsenal ellen az Emirates Stadionban. Ibrahimović végül 16 bajnoki góllal zárta a szezont, és megnyerte a spanyol bajnokságot is rekordpontszámmal, szám szerint 99 ponttal.
Utolsó gólját a Sevilla elleni a 2010-es szuperkupa meccsen szerezte, melyet 3–1-re elveszített csapata. A Joan Gamper Kupán búcsúzott a barcelonai közönségtől, ahol a Milan együttesét tizenegyespárbajban győzték le.
Távozásának elsődleges oka állítólag az volt, hogy teljesen megromlott a kapcsolata a csapat edzőjével, Josep Guardiolával.

#### AC Milan

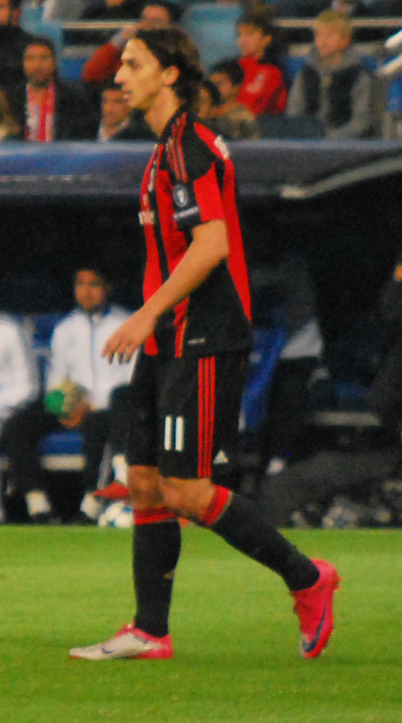
Ibrahimović a Milanban

2010. augusztus 28-án a Milan hivatalos honlapján jelentette be Ibrahimović érkezését. Egy évre érkezett kölcsönbe, azonban egy opciót foglaltak a szerződésbe, mely szerint 2011 nyarán a Milan végleg megvásárolhatja a svéd játékost 24 millió euróért.
Szeptember 11-én játszotta első bajnoki mérkőzését a Milanban a Cesena ellen, melyet 2–0-ra elveszített a milánói csapat. A mérkőzés késői szakaszában büntetőrúgást hibázott. November 14-én az ő góljával nyert a Milan az Inter ellen a milánói derbin. A szezon végén bajnoki címet ünnepelhetett a Milannal, ő maga 14 bajnoki góllal, és 12 gólpasszal járult hozzá a Scudettohoz. 2011. június 18-án mindenben megegyezett a Barcelona és a Milan Ibrahimović átigazolásáról.
Második szezonját is remekül kezdte, betalált az Inter elleni olasz szuperkupa mérkőzésen. Első bajnoki találkozóján is betalált a Lazio ellen, amely 2–2-re végződött.
A szezonban gólt lőtt a Barcelonának is a Bajnokok Ligája negyeddöntőjében, de a meccset elveszítették. Legjobb mérkőzése talán a Palermo elleni 4–0 volt, amelyen 18 perc alatt 3 gólt lőtt. A bajnokságban 32 meccsen 28 gólt lőtt, és újra olasz gólkirály lett.

#### Paris Saint-Germain
2012. július 17-én Leonardo, a Paris Saint-Germain sportigazgatója bejelentette, hogy megtörtént a megegyezés Zlatan Ibrahimoviccsal, aki így már a klub játékosának tekinthető. Egy nappal később hivatalossá vált a PSG-hez igazolása, miután bemutatták Marco Verrattival egyetemben.
Először 2012. július 28-án viselte a PSG mezét a D.C. United elleni barátságos meccsen, ahol 2 perc játék után be is vette az ellenfél kapuját.

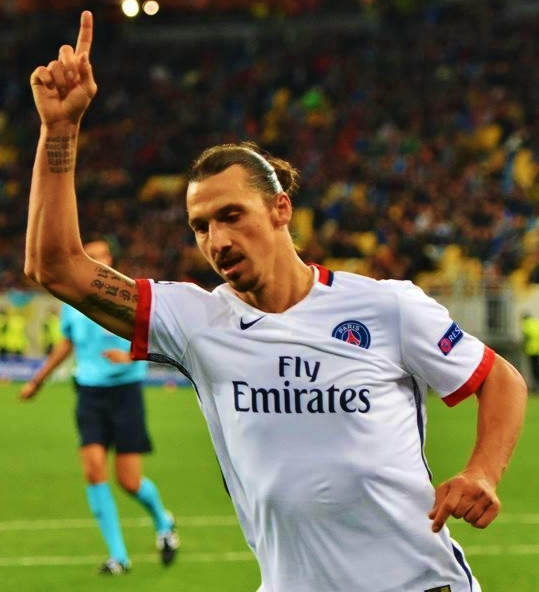
A PSG mezében, a Sahtar Doneck elleni BL találkozón

Érkezése óta a francia csapat meghatározó tagja, vezéregyénisége.
A 2012–2013-as idényben, bajnokságot és szuperkupát nyert a csapattal, emellett 30 találatával a gólkirályi címet is megszerezte. 2013–14-ben bajnokságot és a ligakupát abszolvált egy újabb, 26 találatos gólkirályi címmel.
A 2013–2014-es, és az azt követő szezonban is megnyerte csapatával a bajnokságot, a 2014–2015-ös szezonban a Francia kupat is begyűjtötte. A 2015–2016-os idényben a párizsi csapattal újra megnyert minden hazai trófeát, 38 találatával pedig a gólkirályi címet is megszerezte, és megdöntötte Carlos Bianchi 37 gólos rekordját, valamint ő lett a PSG történetének legeredményesebb játékosa a hazai és a nemzetközi porondon is. A BL-ben azonban megint nem sikerült az áttörés, ezúttal a Manchester City, és a negyeddöntő jelentette a végállomást. A szezon végén lejáró szerződését nem hosszabbította meg, így az Olympique de Marseille elleni 4-2-re megnyert kupadöntőn két góllal búcsúzott a párizsi közönségtől.

#### Manchester United
2016. július 1-én egyéves szerződést írt alá a Manchester Unitednél, ahol újra együtt dolgozhat José Mourinhóval, aki az edzője volt az Internazionale-nál, 2008 és 2009 között.
2016. augusztus 7-én az általa szerzett góllal a Manchester United megnyerte az Community Shield-et, miután 2–1-re legyőzték a Leicester City-t. 2017. április 20-án az Anderlecht ellen játszott Európa-liga negyeddöntőben súlyos térdsérülést szenvedett, így ki kellett hagynia az Ajax elleni döntőt.
A United színeiben minden tétmérkőzést figyelembe véve 46 találkozón 28 gólt ért el és adott tíz gólpasszt. Szerződésének meghosszabbítását további egy évvel a klub vezetősége 2017. augusztusában jelentette be.

#### Los Angeles Galaxy
2018 tavaszán kétéves szerződést kötött az észak-amerikai profiligában szereplő Los Angeles Galaxy csapatával.
Debütáló mérkőzésén, március 31-én csereként beállva kétszer is eredményes volt és ezzel győzelemre segítette csapatát a Los angeles-i rangadón.
2019 novemberében bejelentette, hogy szerződése lejártával távozik Amerikából.

#### Visszatérés az AC Milanhoz
2019 decemberében az AC Milan hivatalosan bejelentette a svéd klasszis leigazolását, aki fél plusz 1 éves kontraktust kötött a piros-feketékkel. Először egy edzőmérkőzésen kezdőként lépett pályára régi-új csapatában, amit zárt kapuknál rendeztek az amatőr Rhodense ellen. A Milan 9–0-ra kiütötte a kis csapatot, Ibrahimović pedig egy góllal és egy gólpasszal járult hozzá a sikerhez. A bajnokságba 2020. január 6-án tért vissza csereként egy hazai, Sampdoria elleni 0–0-s összecsapáson. Érdekesség, hogy 2794 nap után játszott ismét a Serie A-ban. A 19. fordulóban a Cagliari vendégeként léptek pályára és 64. percben be is talált az ellenfél kapujába, végül győzelmet is arattak 2–0-ra. Február 9-én rendezték a milánói városi derbyt és a svéd csatár előbb egy gólpasszt adott Ante Rebićnek, majd egy szögletet követően ő maga is betalált, ezzel pedig 38 évesen és 129 naposan ő lett a Derby történetének legidősebb gólszerzője. A félidőben 2–0-s AC Milan vezetéssel vonultak pihenőre a csapatok. A második játékrészben az Internazionale fordítani tudott, így a 225. Derby della Madonninát ők nyerték meg be 4–2-re.
2020. július 15-én 100. alkalommal lépett pályára a klubban egy 3–1-es győzelem alkalmával a Parma ellen. Július 29-én ő lett az első olyan játékosa, aki legalább 50 gólt tudott szerezni mind a két milánói alakulatban. Ezt a mérföldkövet a Sampdoria ellen érte el, ahol 2 találatot jegyzett a győztesen megvívott találkozón. Augusztus 1-jén egy gólt szerzett a Cagliari elleni 3–0-s győzelemben, ezzel pedig az 1950-es évek és Silvio Piola óta a legidősebb Serie A játékos lett, 38 évesen és 302 naposan, aki egy szezonon belül 10 gólt is szerzett. Augusztus 31-én 2021 nyaráig meghosszabbította kontraktusát.
2020. szeptember 17-én Ibrahimović jegyezte az AC Milan első gólját a 2020–21-es szezonban az ír Shamrock Rovers ellen 2–0-s idegenbeli győzelem alkalmával az Európa-liga második selejtezőkörében. Miután kihagyott három mérkőzést a koronavírus-fertőzése miatt, október 17-én a Derby della Madonninnára tért vissza, ahol mindössze 3 perc alatt kétszer is eredményes volt, ami végül egy 2–1-es sikert eredményezett a csapatának. Október 26-án a bajnokságban megszerezte harmadik egymás utáni gólját az AS Roma elleni 3–3-s döntetlennel véget érő rangadón. November 1-jén a 83. percben egy ollózós gólt lőtt közelről az Udinese kapujába, biztossá téve így a győzelmet. Ezen az összecsapáson egyben ő lett a Milan 3. legidősebb gólszerzője is 39 évesen és 29 naposan. November 22-én két találatot jegyzett a Napoli ellen, majd combfájdalom miatt a 79. percben le kellett cserélni és ezt követően több találkozót is kihagyni kényszerült. December 18-án bejelentették, hogy a csapat egyik edzésén ismét megsérült, ennek következtében 2020-ban már nem játszhatott. 2021. január 9-én a Torino ellen került be újra a keretbe, ahol 5 percnyi lehetőséget kapott. Január 18-án a Cagliari ellen, idegenben a 7. percben büntetőből, majd a 52. percben egy támadásból volt eredményes. A Milan így az ő duplájával nyerte a meccset 2–0-ra.

## A válogatottban
1999-ben négy meccsen egy gólt lőtt a svéd U18-as csapatban. 2001-ben debütált az U21-esek között, két találkozón játszott a 2002-es U21-es labdarúgó-Európa-bajnokság selejtezőiben, beleértve a Belgium elleni rájátszás visszavágóját, ahol Svédország vereséget szenvedett, így nem jutott ki a tornára. Összességében hét meccsen hat gólt szerzett az U21-esek között.
Ibrahimović Horvátországot, valamint Bosznia-Hercegovinát is választhatta volna válogatott szinten, de ő a svédek mellett döntött. 2001. január 31-én debütált a felnőtt válogatottban egy Feröer elleni barátságos mérkőzésen. 2001. október 7-én meglőtte első gólját a svéd válogatottban Azerbajdzsán ellen.

### 2002-es világbajnokság
Ibrahimović tagja volt annak a csapatnak, amely utazhatott a 2002-es világbajnokságra. Kétszer kapott szerepet a tornán, csereként lépett pályára az Argentína elleni csoportmérkőzésen, majd a Szenegál elleni nyolcaddöntőben, ahol hosszabbítás után, aranygóllal kaptak ki az újonc csapattól.

### 2004-es Európa-bajnokság

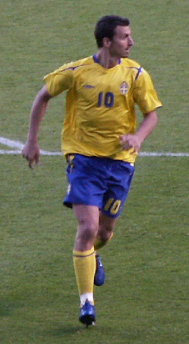
2006-ban egy Chile elleni barátságos mérkőzésen

Svédország csoportgyőztesként jutott ki az Európa-bajnokságra, Ibrahimović három góllal járult hozzá a kvalifikációhoz. A svédek Bulgária elleni mérkőzésén előbb gólpasszt adott Fredrik Ljungbergnek, majd értékesített egy büntetőt. A következő, Olaszország elleni találkozón ő szerezte az egyenlítő gólt a 85. percben, hozzásegítve csapatát a döntetlenhez. Ő lett a meccs embere, később a találatát a torna legszebb góljának választották. Az utolsó csoportmérkőzésükön, Dánia ellen 2–2-s döntetlen született, így a csoport első helyén jutottak tovább az egyenes kieséses szakaszba. A Hollandia elleni negyeddöntőben büntetőkkel estek ki a tornáról, Ibrahimović elhibázta a maga tizenegyesét.

### 2006-os világbajnokság
2006-os selejtező során négy gólt szerzett a Málta ellen 7–0-ra megnyert mérkőzésen. Összesen nyolc gólt szerzett a kvalifikáció során, ezzel harmadik helyen végzett a góllövőlistán Alekszej Jerjomenkóval holtversenyben. A világbajnokságon gólt nem szerzett, Svédország ismét a nyolcaddöntőben esett ki, ezúttal Németország ellen.

### 2008-as Európa-bajnokság
2006. szeptember 6-án behívták a keretbe a Liechtenstein elleni mérkőzésre, de két nappal a találkozó előtt megsértette a csapat kijárási tilalmát, amikor két csapattársával Christian Wilhelmssonnal és Olof Mellberggel együtt elhagyta a szállodát, és egy szórakozóhelyre látogattak el. Bár egyik játékos sem fogyasztott alkoholt, Lars Lagerbäck, a svéd válogatott vezetőedzője azonban hazaküldte őket, majd nem vehettek részt a mérkőzésen. Mellberg és Wilhelmsson nem vitatkozott a döntéssel kapcsolatban, Ibarhimović viszont úgy érezte, hogy ez igazságtalan, ezért nem vett részt Svédország következő, Spanyolország, valamint Izland elleni mérkőzésein. 2007. február 7-én sem vett részt az Egyiptom elleni barátságos mérkőzésen sem volt hajlandó részt venni, viszont egy hónappal később véget vetett saját tiltakozásának, 2007. március 28-án visszatért a válogatottba. A selejtező mérkőzésein egy gólt sem szerzett. 2007-ben az év svéd labdarúgója lett.
Két éve tartó gól nélküli sorozatát szakította meg a Görögország elleni Eb-csoportmérkőzésen, később a mérkőzés legjobbjának választották.

## Magánélete
Apja, Šefik kőművesként dolgozott, anyja, Jurka pedig takarítónő volt. Ibrahimovićnak 1 édestestvére (Sanela) és 4 féltestvére van. Helena Segerrel él együtt, akivel van 2 gyermeke is Maximilian (2006. szeptember 22.), illetve Vincent (2008. március 6.).
Tinédzser korában taekwondoval is foglalkozott, és egykori klubjától (Enighet, Malmö) 2010-ben megkapta a tiszteletbeli fekete övet. Jag är Zlatan Ibrahimović a címe a csatár önéletrajzi könyvének, ami 2012-ben jelent meg svédül. Mivel a könyv sikeresnek bizonyult, más nyelvekre is lefordították. Magyarul 2012 júniusában jelent meg, Ez vagyok én, Zlatan Ibrahimovic címmel, Szöllősi Adrienne fordításában.

## A futball után
2017 április elején megemlítette egy interjúban, hogy a futballkarrierje után szívesen lenne színész.

## Statisztikái

### Klubcsapatokban
2022. december 11-én frissítve.
| Klub                  | Szezon           | Liga             | Liga  | Liga | Kupa  | Kupa | Ligakupa | Ligakupa | Európa | Európa | Egyéb | Egyéb | Összesen | Összesen |
| Klub                  | Szezon           | Bajnokság        | Mérk. | Gól  | Mérk. | Gól  | Mérk.    | Gól      | Mérk.  | Gól    | Mérk. | Gól   | Mérk.    | Gól      |
| --------------------- | ---------------- | ---------------- | ----- | ---- | ----- | ---- | -------- | -------- | ------ | ------ | ----- | ----- | -------- | -------- |
| Malmö FF              | 1999             | Allsvenskan      | 6     | 1    | —     | —    | —        | —        | —      | —      | —     | —     | 6        | 1        |
| Malmö FF              | 2000             | Superettan       | 26    | 12   | 3     | 2    | —        | —        | —      | —      | —     | —     | 29       | 14       |
| Malmö FF              | 2001             | Allsvenskan      | 8     | 3    | 4     | 0    | —        | —        | —      | —      | —     | —     | 12       | 3        |
| Malmö FF              | Összesen         | Összesen         | 40    | 16   | 7     | 2    | —        | —        | —      | —      | —     | —     | 47       | 18       |
| Ajax                  | 2001–02          | Eredivisie       | 24    | 6    | 3     | 1    | —        | —        | 6      | 2      | —     | —     | 33       | 9        |
| Ajax                  | 2002–03          | Eredivisie       | 25    | 13   | 3     | 3    | —        | —        | 13     | 5      | 1     | 0     | 42       | 21       |
| Ajax                  | 2003–04          | Eredivisie       | 22    | 13   | 1     | 0    | —        | —        | 8      | 2      | —     | —     | 31       | 15       |
| Ajax                  | 2004–05          | Eredivisie       | 3     | 3    | —     | —    | —        | —        | —      | —      | 1     | 0     | 4        | 3        |
| Ajax                  | Összesen         | Összesen         | 74    | 35   | 7     | 4    | —        | —        | 27     | 9      | 2     | 0     | 110      | 48       |
| Juventus              | 2004–05          | Serie A          | 35    | 16   | 0     | 0    | —        | —        | 10     | 0      | —     | —     | 45       | 16       |
| Juventus              | 2005–06          | Serie A          | 35    | 7    | 2     | 0    | —        | —        | 9      | 3      | 1     | 0     | 47       | 10       |
| Juventus              | Összesen         | Összesen         | 70    | 23   | 2     | 0    | —        | —        | 19     | 3      | 1     | 0     | 92       | 26       |
| Internazionale        | 2006–07          | Serie A          | 27    | 15   | 1     | 0    | —        | —        | 7      | 0      | 1     | 0     | 36       | 15       |
| Internazionale        | 2007–08          | Serie A          | 26    | 17   | 0     | 0    | —        | —        | 7      | 5      | 1     | 0     | 34       | 22       |
| Internazionale        | 2008–09          | Serie A          | 35    | 25   | 3     | 3    | —        | —        | 8      | 1      | 1     | 0     | 47       | 29       |
| Internazionale        | Összesen         | Összesen         | 88    | 57   | 4     | 3    | —        | —        | 22     | 6      | 3     | 0     | 117      | 66       |
| Barcelona             | 2009–10          | La Liga          | 29    | 16   | 2     | 1    | —        | —        | 10     | 4      | 4     | 0     | 45       | 21       |
| Barcelona             | 2010–11          | La Liga          | —     | —    | —     | —    | —        | —        | —      | —      | 1     | 1     | 1        | 1        |
| Barcelona             | Összesen         |                  | 29    | 16   | 2     | 1    | —        | —        | 10     | 4      | 5     | 1     | 46       | 22       |
| AC Milan (kölcsönben) | 2010–11          | Serie A          | 29    | 14   | 4     | 3    | —        | —        | 8      | 4      | —     | —     | 41       | 21       |
| AC Milan              | 2011–12          | Serie A          | 32    | 28   | 3     | 1    | —        | —        | 8      | 5      | 1     | 1     | 44       | 35       |
| AC Milan              | Összesen         | Összesen         | 61    | 42   | 7     | 4    | —        | —        | 16     | 9      | 1     | 1     | 85       | 56       |
| Paris Saint-Germain   | 2012–13          | Ligue 1          | 34    | 30   | 2     | 2    | 1        | 0        | 9      | 3      | —     | —     | 46       | 35       |
| Paris Saint-Germain   | 2013–14          | Ligue 1          | 33    | 26   | 2     | 3    | 2        | 2        | 8      | 10     | 1     | 0     | 46       | 41       |
| Paris Saint-Germain   | 2014–15          | Ligue 1          | 24    | 19   | 3     | 4    | 3        | 3        | 6      | 2      | 1     | 2     | 37       | 30       |
| Paris Saint-Germain   | 2015–16          | Ligue 1          | 31    | 38   | 6     | 7    | 3        | 0        | 10     | 5      | 1     | 0     | 51       | 50       |
| Paris Saint-Germain   | Összesen         | Összesen         | 122   | 113  | 13    | 16   | 9        | 5        | 33     | 20     | 3     | 2     | 180      | 156      |
| Manchester United     | 2016–17          | Premier League   | 28    | 17   | 1     | 1    | 5        | 4        | 11     | 5      | 1     | 1     | 46       | 28       |
| Manchester United     | 2017–18          | Premier League   | 5     | 0    | 0     | 0    | 1        | 1        | 1      | 0      | —     | —     | 7        | 1        |
| Manchester United     | Összesen         | Összesen         | 33    | 17   | 1     | 1    | 6        | 5        | 12     | 5      | 1     | 1     | 53       | 29       |
| LA Galaxy             | 2018             | MLS              | 27    | 22   | 0     | 0    | —        | —        | —      | —      | —     | —     | 27       | 22       |
| LA Galaxy             | 2019             | MLS              | 29    | 30   | 0     | 0    | —        | —        | —      | —      | 2     | 1     | 31       | 31       |
| LA Galaxy             | Összesen         | Összesen         | 56    | 52   | 0     | 0    | —        | —        | —      | —      | 2     | 1     | 58       | 53       |
| AC Milan              | 2019–20          | Serie A          | 18    | 10   | 2     | 1    | —        | —        | —      | —      | —     | —     | 20       | 11       |
| AC Milan              | 2020–21          | Serie A          | 19    | 15   | 2     | 1    | —        | —        | 4      | 1      | —     | —     | 25       | 17       |
| AC Milan              | 2021–22          | Serie A          | 13    | 8    | —     | —    | —        | —        | 4      | 0      | —     | —     | 17       | 8        |
| AC Milan              | 2022–23          | Serie A          | —     | —    | —     | —    | —        | —        | —      | —      | —     | —     | —        | —        |
| AC Milan              | Összesen         | Összesen         | 50    | 33   | 4     | 2    | 0        | 0        | 8      | 1      | 0     | 0     | 62       | 36       |
| Karrier összesen      | Karrier összesen | Karrier összesen | 623   | 404  | 47    | 33   | 15       | 10       | 143    | 57     | 18    | 6     | 846      | 510      |

1. ↑  Magában foglalja a Svéd kupa, az Holland kupa, az Olasz kupa, a Spanyol kupa, az Angol kupa és a Francia kupa mérkőzéseket
2. ↑  Magában foglalja a Francia Ligakupa és az Angol Ligakupa mérkőzéseket
3. ↑  Magában foglalja a Bajnokok ligája, az UEFA-kupa és az Európa-liga mérkőzéseket
4. ↑  Magában foglalja a Holland szuperkupa, az Olasz szuperkupa, a Spanyol szuperkupa, a Francia szuperkupa, az Angol szuperkupa, az UEFA-szuperkupa és a Klubvilágbajnokság mérkőzéseket

### A válogatottban
| Nemzet     | Év       | Mérkőzés | Gól |
| ---------- | -------- | -------- | --- |
| Svédország | 2001     | 5        | 1   |
| Svédország | 2002     | 10       | 2   |
| Svédország | 2003     | 4        | 3   |
| Svédország | 2004     | 12       | 8   |
| Svédország | 2005     | 5        | 4   |
| Svédország | 2006     | 6        | 0   |
| Svédország | 2007     | 7        | 0   |
| Svédország | 2008     | 7        | 2   |
| Svédország | 2009     | 6        | 2   |
| Svédország | 2010     | 4        | 3   |
| Svédország | 2011     | 11       | 3   |
| Svédország | 2012     | 8        | 11  |
| Svédország | 2013     | 11       | 9   |
| Svédország | 2014     | 5        | 3   |
| Svédország | 2015     | 10       | 11  |
| Svédország | 2016     | 5        | 0   |
| Svédország | 2021     | 4        | 0   |
| Svédország | 2022     | 1        | 0   |
| Összesen   | Összesen | 121      | 62  |

#### Mérkőzései a válogatottban
megjegyzés: Az eredmények a svéd válogatott szempontjából értendők.
| #    | Dátum                | Ellenfél           | Eredmény     | Kiírás                                  | Esemény                 | Forrás  |
| ---- | -------------------- | ------------------ | ------------ | --------------------------------------- | ----------------------- | ------- |
| 1.   | 2001. január 31.     | Feröer             | 0–0          | Barátságos mérkőzés                     | —                       | [ 149 ] |
| 2.   | 2001. február 1.     | Finnország         | 0–1          | Barátságos mérkőzés                     | 65'                     | [ 150 ] |
| 3.   | 2001. április 25.    | Svájc              | 2–0          | Barátságos mérkőzés                     | 46'                     | [ 151 ] |
| 4.   | 2001. október 7.     | Azerbajdzsán       | 3–0          | 2002-es világbajnokság (selejtező)      | 69' 66'                 | [ 152 ] |
| 5.   | 2001. november 10.   | Anglia             | 1–1          | Barátságos mérkőzés                     | 75'                     | [ 153 ] |
| 6.   | 2002. február 13.    | Görögország        | 2–2          | Barátságos mérkőzés                     | —                       | [ 154 ] |
| 7.   | 2002. március 27.    | Svájc              | 1–1          | Barátságos mérkőzés                     | 69'                     | [ 155 ] |
| 8.   | 2002. április 17.    | Norvégia           | 0–0          | Barátságos mérkőzés                     | 73'                     | [ 156 ] |
| 9.   | 2002. május 17.      | Paraguay           | 1–2          | Barátságos mérkőzés                     | 66'                     | [ 157 ] |
| 10.  | 2002. május 25.      | Japán              | 1–1          | Barátságos mérkőzés                     | 67' 81'                 | [ 158 ] |
| 11.  | 2002. június 12.     | Argentína          | 1–1          | 2002-es világbajnokság                  | 88'                     | [ 159 ] |
| 12.  | 2002. június 16.     | Szenegál           | 1–2          | 2002-es világbajnokság                  | 76'                     | [ 160 ] |
| 13.  | 2002. augusztus 21.  | Oroszország        | 1–1          | Barátságos mérkőzés                     | 50' 90+4'               | [ 161 ] |
| 14.  | 2002. szeptember 7.  | Lettország         | 0–0          | 2004-es Európa-bajnokság (selejtező)    | 61' 65'                 | [ 162 ] |
| 15.  | 2002. október 12.    | Magyarország       | 1–1          | 2004-es Európa-bajnokság (selejtező)    | 41' 76' 76'             | [ 163 ] |
| 16.  | 2003. április 30.    | Horvátország       | 1–2          | Barátságos mérkőzés                     | 33'                     | [ 164 ] |
| 17.  | 2003. szeptember 6.  | San Marino         | 5–0          | 2004-es Európa-bajnokság (selejtező)    | 56' 83'                 | [ 165 ] |
| 18.  | 2003. szeptember 10. | Lengyelország      | 2–0          | 2004-es Európa-bajnokság (selejtező)    | 86'                     | [ 166 ] |
| 19.  | 2003. október 11.    | Lettország         | 0–1          | 2004-es Európa-bajnokság (selejtező)    | 64'                     | [ 167 ] |
| 20.  | 2004. március 31.    | Anglia             | 1–0          | Barátságos mérkőzés                     | 54' 90'                 | [ 168 ] |
| 21.  | 2004. április 28.    | Portugália         | 2–2          | Barátságos mérkőzés                     | 62'                     | [ 169 ] |
| 22.  | 2004. május 28.      | Finnország         | 3–1          | Barátságos mérkőzés                     | —                       | [ 170 ] |
| 23.  | 2004. június 5.      | Lengyelország      | 3–1          | Barátságos mérkőzés                     | 62'                     | [ 171 ] |
| 24.  | 2004. június 14.     | Bulgária           | 5–0          | 2004-es Európa-bajnokság                | 65' 78' 81'             | [ 172 ] |
| 25.  | 2004. június 18.     | Olaszország        | 1–1          | 2004-es Európa-bajnokság                | 85'                     | [ 173 ] |
| 26.  | 2004. június 22.     | Dánia              | 2–2          | 2004-es Európa-bajnokság                | —                       | [ 174 ] |
| 27.  | 2004.június 26.      | Hollandia          | 0–0 (t. 4–5) | 2004-es Európa-bajnokság                | 58'                     | [ 175 ] |
| 28.  | 2004.augusztus 18.   | Hollandia          | 2–2          | Barátságos mérkőzés                     | 70'                     | [ 176 ] |
| 29.  | 2004. szeptember 4.  | Málta              | 7 – 0        | 2006-os világbajnokság (selejtező)      | 4' 11' 14' 71'          | [ 177 ] |
| 30.  | 2004. szeptember 8.  | Horvátország       | 0–1          | 2006-os világbajnokság (selejtező)      | —                       | [ 178 ] |
| 31.  | 2004. október 13.    | Izland             | 4–1          | 2006-os világbajnokság (selejtező)      | 55'                     | [ 179 ] |
| 32.  | 2005. március 26.    | Bulgária           | 3–0          | 2006-os világbajnokság (selejtező)      | 9'                      | [ 180 ] |
| 33.  | 2005. június 4.      | Málta              | 6–0          | 2006-os világbajnokság (selejtező)      | 40'                     | [ 181 ] |
| 34.  | 2005. szeptember 3.  | Bulgária           | 3–0          | 2006-os világbajnokság (selejtező)      | 90'                     | [ 182 ] |
| 35.  | 2005. szeptember 7.  | Magyarország       | 1–0          | 2006-os világbajnokság (selejtező)      | 90' 90+2'               | [ 183 ] |
| 36.  | 2005. október 12.    | Izland             | 3–1          | 2006-os világbajnokság (selejtező)      | 28' 29' 74'             | [ 184 ] |
| 37.  | 2006. március 1.     | Írország           | 0–3          | Barátságos mérkőzés                     | 38'                     | [ 185 ] |
| 38.  | 2006. június 2.      | Chile              | 1–1          | Barátságos mérkőzés                     | —                       | [ 186 ] |
| 39.  | 2006. június 10.     | Trinidad és Tobago | 0–0          | 2006-os világbajnokság                  | —                       | [ 187 ] |
| 40.  | 2006. június 15.     | Paraguay           | 1–0          | 2006-os világbajnokság                  | 46'                     | [ 188 ] |
| 41.  | 2006. június 24.     | Németország        | 0–2          | 2006-os világbajnokság                  | 72'                     | [ 189 ] |
| 42.  | 2006. szeptember 2.  | Lettország         | 1–0          | 2008-as Európa-bajnokság (selejtező)    | 42'                     | [ 190 ] |
| 43.  | 2007. március 28.    | Észak-Írország     | 1–2          | 2008-as Európa-bajnokság (selejtező)    | —                       | [ 191 ] |
| 44.  | 2007. június 6.      | Izland             | 5–0          | 2008-as Európa-bajnokság (selejtező)    | 73'                     | [ 192 ] |
| 45.  | 2007. augusztus 22.  | Egyesült Államok   | 1–0          | Barátságos mérkőzés                     | 65'                     | [ 193 ] |
| 46.  | 2007. szeptember 8.  | Dánia              | 0–0          | 2008-as Európa-bajnokság (selejtező)    | 80' 89'                 | [ 194 ] |
| 47.  | 2007. október 17.    | Észak-Írország     | 1–1          | 2008-as Európa-bajnokság (selejtező)    | —                       | [ 195 ] |
| 48.  | 2007. november 17.   | Spanyolország      | 0–3          | 2008-as Európa-bajnokság (selejtező)    | —                       | [ 196 ] |
| 49.  | 2007. november 21.   | Lettország         | 2–1          | 2008-as Európa-bajnokság (selejtező)    | —                       | [ 197 ] |
| 50.  | 2008. június 1.      | Ukrajna            | 0–1          | Barátságos mérkőzés                     | 55'                     | [ 198 ] |
| 51.  | 2008. június 10.     | Görögország        | 2–0          | 2008-as Európa-bajnokság                | 67' 72'                 | [ 199 ] |
| 52.  | 2008. június 14.     | Spanyolország      | 1–2          | 2008-as Európa-bajnokság                | 34' 46'                 | [ 200 ] |
| 53.  | 2008. június 18.     | Oroszország        | 0–2          | 2008-as Európa-bajnokság                | —                       | [ 201 ] |
| 54.  | 2008. szeptember 6.  | Albánia            | 0–0          | 2010-es világbajnokság (selejtező)      | —                       | [ 202 ] |
| 55.  | 2008. szeptember 10. | Magyarország       | 2–1          | 2010-es világbajnokság (selejtező)      | 36' 81'                 | [ 203 ] |
| 56.  | 2008. október 11.    | Portugália         | 0–0          | 2010-es világbajnokság (selejtező)      | 36'                     | [ 204 ] |
| 57.  | 2009. június 6.      | Dánia              | 0–1          | 2010-es világbajnokság (selejtező)      | —                       | [ 205 ] |
| 58.  | 2009. június 10.     | Málta              | 4–0          | 2010-es világbajnokság (selejtező)      | 56'                     | [ 206 ] |
| 59.  | 2009. szeptember 5.  | Magyarország       | 2–1          | 2010-es világbajnokság (selejtező)      | 90+4'                   | [ 207 ] |
| 60.  | 2009. szeptember 9.  | Málta              | 1–0          | 2010-es világbajnokság (selejtező)      | —                       | [ 208 ] |
| 61.  | 2009. október 10.    | Dánia              | 0–1          | 2010-es világbajnokság (selejtező)      | —                       | [ 209 ] |
| 62.  | 2009. október 14.    | Albánia            | 4–1          | 2010-es világbajnokság (selejtező)      | 77'                     | [ 210 ] |
| 63.  | 2010. augusztus 11.  | Skócia             | 3–0          | Barátságos mérkőzés                     | 4' 59'                  | [ 211 ] |
| 64.  | 2010. szeptember 3.  | Magyarország       | 2–0          | 2012-es Európa-bajnokság (selejtező)    | —                       | [ 212 ] |
| 65.  | 2010. szeptember 7.  | San Marino         | 6–0          | 2012-es Európa-bajnokság (selejtező)    | 7' 77' 82'              | [ 213 ] |
| 66.  | 2010. október 12.    | Hollandia          | 1–4          | 2012-es Európa-bajnokság (selejtező)    | —                       | [ 214 ] |
| 67.  | 2011. február 9.     | Ukrajna            | 1–1 (t. 5–6) | Barátságos mérkőzés                     | 46'                     | [ 215 ] |
| 68.  | 2011. március 29.    | Moldova            | 2–1          | 2012-es Európa-bajnokság (selejtező)    | —                       | [ 216 ] |
| 69.  | 2011. június 7.      | Finnország         | 5–0          | 2012-es Európa-bajnokság (selejtező)    | 25' 31' 35' 53'         | [ 217 ] |
| 70.  | 2011. szeptember 2.  | Magyarország       | 1–2          | 2012-es Európa-bajnokság (selejtező)    | 35'                     | [ 218 ] |
| 71.  | 2011. szeptember 6.  | San Marino         | 5–0          | 2012-es Európa-bajnokság (selejtező)    | —                       | [ 219 ] |
| 72.  | 2011. október 7.     | Finnország         | 2–1          | 2012-es Európa-bajnokság (selejtező)    | 43'                     | [ 220 ] |
| 73.  | 2011. november 11.   | Dánia              | 0–2          | Barátságos mérkőzés                     | 64'                     | [ 221 ] |
| 74.  | 2011. november 11.   | Anglia             | 0–1          | Barátságos mérkőzés                     | 46'                     | [ 222 ] |
| 75.  | 2012. február 29.    | Horvátország       | 3–1          | Barátságos mérkőzés                     | 13' 85'                 | [ 223 ] |
| 76.  | 2012. május 30.      | Izland             | 3–2          | Barátságos mérkőzés                     | 2' 62'                  | [ 224 ] |
| 77.  | 2012. június 5.      | Szerbia            | 2–1          | Barátságos mérkőzés                     | 50' 81'                 | [ 225 ] |
| 78.  | 2012. június 11.     | Ukrajna            | 1–2          | 2012-es Európa-bajnokság                | 52'                     | [ 226 ] |
| 79.  | 2012. június 15.     | Anglia             | 2–3          | 2012-es Európa-bajnokság                | —                       | [ 227 ] |
| 80.  | 2012. június 19.     | Franciaország      | 2–0          | 2012-es Európa-bajnokság                | 54'                     | [ 228 ] |
| 81.  | 2012. szeptember 6.  | Kína               | 1–0          | Barátságos mérkőzés                     | 46'                     | [ 229 ] |
| 82.  | 2012. szeptember 11. | Kazahsztán         | 2–0          | 2014-es világbajnokság (selejtező)      | 75'                     | [ 230 ] |
| 83.  | 2012. október 12.    | Feröer             | 2–1          | 2014-es világbajnokság (selejtező)      | 75'                     | [ 231 ] |
| 84.  | 2012. október 16.    | Németország        | 4–4          | 2014-es világbajnokság (selejtező)      | 62'                     | [ 232 ] |
| 85.  | 2012. november 14.   | Anglia             | 4–2          | Barátságos mérkőzés                     | 20' 77' 84' 90+1' 90+2' | [ 233 ] |
| 86.  | 2013. február 6.     | Argentína          | 2–3          | Barátságos mérkőzés                     | 46'                     | [ 234 ] |
| 87.  | 2013. március 22.    | Írország           | 0–0          | 2014-es világbajnokság (selejtező)      | —                       | [ 235 ] |
| 88.  | 2013. június 3.      | Észak-Macedónia    | 1–0          | Barátságos mérkőzés                     | —                       | [ 236 ] |
| 89.  | 2013. június 7.      | Ausztria           | 1–2          | 2014-es világbajnokság (selejtező)      | —                       | [ 237 ] |
| 90.  | 2013. június 11.     | Feröer             | 2–0          | 2014-es világbajnokság (selejtező)      | 82'                     | [ 238 ] |
| 91.  | 2013. augusztus 14.  | Norvégia           | 4–2          | Barátságos mérkőzés                     | 2' 28' 57'              | [ 239 ] |
| 92.  | 2013. szeptember 6.  | Írország           | 2–1          | 2014-es világbajnokság (selejtező)      | —                       | [ 240 ] |
| 93.  | 2013. szeptember 10. | Kazahsztán         | 1–0          | 2014-es világbajnokság (selejtező)      | 1'                      | [ 241 ] |
| 94.  | 2013. október 11.    | Ausztria           | 2–1          | 2014-es világbajnokság (selejtező)      | 86' 90+3'               | [ 242 ] |
| 95.  | 2013. november 15.   | Portugália         | 0–1          | 2014-es világbajnokság (pótselejtező)   | —                       | [ 243 ] |
| 96.  | 2013. november 19.   | Portugália         | 2–3          | 2014-es világbajnokság (pótselejtező)   | 68' 72'                 | [ 244 ] |
| 97.  | 2014. március 5.     | Törökország        | 1–2          | Barátságos mérkőzés                     | 46'                     | [ 245 ] |
| 98.  | 2014. május 28.      | Dánia              | 0–1          | Barátságos mérkőzés                     | 46'                     | [ 246 ] |
| 99.  | 2014. szeptember 4.  | Észtország         | 2–0          | Barátságos mérkőzés                     | 4' 24' 25' 64'          | [ 247 ] |
| 100. | 2014. szeptember 4.  | Ausztria           | 1–1          | 2016-os Európa-bajnokság (selejtező)    | 22'                     | [ 248 ] |
| 101. | 2014. november 15.   | Montenegró         | 1–1          | 2016-os Európa-bajnokság (selejtező)    | 9'                      | [ 249 ] |
| 102. | 2015. március 27.    | Moldova            | 2–0          | 2016-os Európa-bajnokság (selejtező)    | 46' 65' 84'             | [ 250 ] |
| 103. | 2015. március 31.    | Irán               | 3–1          | Barátságos mérkőzés                     | 11' 46'                 | [ 251 ] |
| 104. | 2015. június 8.      | Norvégia           | 0–0          | Barátságos mérkőzés                     | 63'                     | [ 252 ] |
| 105. | 2015. június 14.     | Montenegró         | 3–1          | 2016-os Euróba-bajnokság (selejtező)    | 40' 44' 90'             | [ 253 ] |
| 106. | 2015. szeptember 5.  | Oroszország        | 0–1          | 2016-os Európa-bajnokság (selejtező)    | 46'                     | [ 254 ] |
| 107. | 2015. szeptember 8.  | Ausztria           | 1–4          | 2016-os Európa-bajnokság (selejtező)    | 90'                     | [ 255 ] |
| 108. | 2015. október 9.     | Liechtenstein      | 2–0          | 2016-os Európa-bajnokság (selejtező)    | 55'                     | [ 256 ] |
| 109. | 2015. október 12.    | Moldova            | 2–0          | 2016-os Európa-bajnokság (selejtező)    | 24' 57'                 | [ 257 ] |
| 110. | 2015. november 14.   | Dánia              | 2–1          | 2016-os Európa-bajnokság (pótselejtező) | 50' 82'                 | [ 258 ] |
| 111. | 2015. november 17.   | Dánia              | 2–2          | 2016-os Európa-bajnokság (pótselejtező) | 19' 76'                 | [ 259 ] |
| 112. | 2016. március 29.    | Csehország         | 1–1          | Barátságos mérkőzés                     | —                       | [ 260 ] |
| 113. | 2016. június 5.      | Wales              | 3–0          | Barátságos mérkőzés                     | 61'                     | [ 261 ] |
| 114. | 2016. június 13.     | Írország           | 1–1          | 2016-os Európa-bajnokság                | —                       | [ 262 ] |
| 115. | 2016. június 17.     | Olaszország        | 0–1          | 2016-os Európa-bajnokság                | —                       | [ 263 ] |
| 116. | 2016. június 22.     | Belgium            | 0–1          | 2016-os Európa-bajnokság                | —                       | [ 264 ] |
| 117. | 2021. március 25.    | Grúzia             | 1–0          | 2022-es világbajnokság (selejtező)      | 53' 84'                 | [ 265 ] |
| 118. | 2021. március 28.    | Koszovó            | 3–0          | 2022-es világbajnokság (selejtező)      | 67'                     | [ 266 ] |
| 119. | 2021. november 11.   | Grúzia             | 0–2          | 2022-es világbajnokság (selejtező)      | —                       | [ 267 ] |
| 120. | 2021. november 14.   | Spanyolország      | 0–1          | 2022-es világbajnokság (selejtező)      | 73' 90+3'               | [ 268 ] |
| 121. | 2022. március 29.    | Lengyelország      | 0–2          | 2022-es világbajnokság (pótselejtező)   | 79'                     | [ 269 ] |

#### Góljai a válogatottban
| #  | Dátum                | Helyszín                                      | Ellenfél      | Gól | Eredmény | Verseny                                      |
| -- | -------------------- | --------------------------------------------- | ------------- | --- | -------- | -------------------------------------------- |
| 1  | 2001. október 7.     | Råsunda Stadion, Stockholm, Svédország        | Azerbajdzsán  | 3–0 | 3–0      | 2002-es labdarúgó-világbajnokság-selejtező   |
| 2  | 2002. augusztus 21.  | Lokomotiv Stadion, Moszkva, Oroszország       | Oroszország   | 1–1 | 1–1      | Barátságos mérkőzés                          |
| 3  | 2002. október 12.    | Råsunda Stadion, Stockholm, Svédország        | Magyarország  | 1–1 | 1–1      | 2004-es labdarúgó-Európa-bajnokság-selejtező |
| 4  | 2003. április 30.    | Råsunda Stadion, Stockholm, Svédország        | Horvátország  | 1–1 | 1–2      | Barátságos mérkőzés                          |
| 5  | 2003. szeptember 6.  | Ullevi, Göteborg, Svédország                  | San Marino    | 3–0 | 3–0      | 2004-es labdarúgó-Európa-bajnokság-selejtező |
| 6  | 2003. szeptember 6.  | Ullevi, Göteborg, Svédország                  | San Marino    | 5–0 | 5–0      | 2004-es labdarúgó-Európa-bajnokság-selejtező |
| 7  | 2004. március 31.    | Ullevi, Göteborg, Svédország                  | Anglia        | 1–0 | 1–0      | Barátságos mérkőzés                          |
| 8  | 2004. június 14.     | Estádio José Alvalade, Lisszabon, Portugália  | Bulgária      | 4–0 | 5–0      | 2004-es labdarúgó-Európa-bajnokság           |
| 9  | 2004. június 18.     | Estádio do Dragão, Porto, Portugália          | Olaszország   | 1–1 | 1–1      | 2004-es labdarúgó-Európa-bajnokság           |
| 10 | 2004. augusztus 18.  | Råsunda Stadion, Stockholm, Svédország        | Hollandia     | 2–2 | 2–2      | Barátságos mérkőzés                          |
| 11 | 2004. szeptember 4.  | Nemzeti Stadion, Ta’ Qali, Málta              | Málta         | 1–0 | 7–0      | 2006-os labdarúgó-világbajnokság-selejtező   |
| 12 | 2004. szeptember 4.  | Nemzeti Stadion, Ta’ Qali, Málta              | Málta         | 2–0 | 7–0      | 2006-os labdarúgó-világbajnokság-selejtező   |
| 13 | 2004. szeptember 4.  | Nemzeti Stadion, Ta’ Qali, Málta              | Málta         | 3–0 | 7–0      | 2006-os labdarúgó-világbajnokság-selejtező   |
| 14 | 2004. szeptember 4.  | Nemzeti Stadion, Ta’ Qali, Málta              | Málta         | 5–0 | 7–0      | 2006-os labdarúgó-világbajnokság-selejtező   |
| 15 | 2005. június 4.      | Ullevi, Göteborg, Svédország                  | Málta         | 4–0 | 6–0      | 2006-os labdarúgó-világbajnokság-selejtező   |
| 16 | 2005. szeptember 3.  | Råsunda Stadion, Stockholm, Svédország        | Bulgária      | 3–0 | 3–0      | 2006-os labdarúgó-világbajnokság-selejtező   |
| 17 | 2005. szeptember 7.  | Puskás Ferenc Stadion, Budapest, Magyarország | Magyarország  | 1–0 | 1–0      | 2006-os labdarúgó-világbajnokság-selejtező   |
| 18 | 2005. október 12.    | Råsunda Stadion, Stockholm, Svédország        | Izland        | 1–1 | 1–1      | 2006-os labdarúgó-világbajnokság-selejtező   |
| 19 | 2008. június 10.     | Wals-Siezenheim Stadion, Salzburg, Ausztria   | Görögország   | 1–0 | 2–0      | 2008-as labdarúgó-Európa-bajnokság           |
| 20 | 2008. június 14.     | Tivoli Neu, Innsbruck, Ausztria               | Spanyolország | 1–1 | 1–2      | 2008-as labdarúgó-Európa-bajnokság           |
| 21 | 2009. június 10.     | Ullevi, Göteborg, Svédország                  | Málta         | 4–0 | 6–0      | 2010-es labdarúgó-világbajnokság-selejtező   |
| 22 | 2009. szeptember 5.  | Puskás Ferenc Stadion, Budapest, Magyarország | Magyarország  | 2–1 | 2–1      | 2010-es labdarúgó-világbajnokság-selejtező   |
| 23 | 2010. augusztus 11.  | Råsunda Stadion, Stockholm, Svédország        | Skócia        | 1–0 | 3–0      | Barátságos mérkőzés                          |
| 24 | 2010 szeptember 7.   | Swedbank Stadion, Malmö, Svédország           | San Marino    | 1–0 | 6–0      | 2012-es labdarúgó-Európa-bajnokság-selejtező |
| 25 | 2010 szeptember 7.   | Swedbank Stadion, Malmö, Svédország           | San Marino    | 5–0 | 6–0      | 2012-es labdarúgó-Európa-bajnokság-selejtező |
| 26 | 2011. június 7.      | Råsunda Stadion, Stockholm, Svédország        | Finnország    | 2–0 | 5–0      | 2012-es labdarúgó-Európa-bajnokság-selejtező |
| 27 | 2011. június 7.      | Råsunda Stadion, Stockholm, Svédország        | Finnország    | 3–0 | 5–0      | 2012-es labdarúgó-Európa-bajnokság-selejtező |
| 28 | 2011. június 7.      | Råsunda Stadion, Stockholm, Svédország        | Finnország    | 4–0 | 5–0      | 2012-es labdarúgó-Európa-bajnokság-selejtező |
| 29 | 2012. február 29.    | Maksimir Stadion, Zágráb, Horvátország        | Horvátország  | 1–0 | 3–1      | Barátságos mérkőzés                          |
| 30 | 2012. május 30.      | Gamla Ullevi, Göteborg, Svédország            | Izland        | 1–0 | 3–2      | Barátságos mérkőzés                          |
| 31 | 2012. június 5.      | Råsunda Stadion, Stockholm, Svédország        | Szerbia       | 2–1 | 2–1      | Barátságos mérkőzés                          |
| 32 | 2012. június 11.     | Olimpiai Stadion, Kijev, Ukrajna              | Ukrajna       | 1–0 | 1–2      | 2012-es labdarúgó-Európa-bajnokság           |
| 33 | 2012. június 19.     | Olimpiai Stadion, Kijev, Ukrajna              | Franciaország | 1–0 | 2–0      | 2012-es labdarúgó-Európa-bajnokság           |
| 34 | 2012. október 12.    | Tórsvøllur Stadion, Tórshavn, Feröer          | Feröer        | 2–1 | 2–1      | 2014-es labdarúgó-világbajnokság-selejtező   |
| 35 | 2012. október 16.    | Olimpiai Stadion, Berlin, Németország         | Németország   | 1–4 | 4–4      | 2014-es labdarúgó-világbajnokság-selejtező   |
| 36 | 2012. november 14.   | Friends Arena, Stockholm, Svédország          | Anglia        | 1–0 | 4–2      | Barátságos mérkőzés                          |
| 37 | 2012. november 14.   | Friends Arena, Stockholm, Svédország          | Anglia        | 2–2 | 4–2      | Barátságos mérkőzés                          |
| 38 | 2012. november 14.   | Friends Arena, Stockholm, Svédország          | Anglia        | 3–2 | 4–2      | Barátságos mérkőzés                          |
| 39 | 2012. november 14.   | Friends Arena, Stockholm, Svédország          | Anglia        | 4–2 | 4–2      | Barátságos mérkőzés                          |
| 40 | 2013. június 11.     | Friends Arena, Stockholm, Svédország          | Feröer        | 1–0 | 2–0      | 2014-es labdarúgó-világbajnokság-selejtező   |
| 41 | 2013. június 11.     | Friends Arena, Stockholm, Svédország          | Feröer        | 2–0 | 2–0      | 2014-es labdarúgó-világbajnokság-selejtező   |
| 42 | 2013. augusztus 14.  | Friends Arena, Stockholm, Svédország          | Norvégia      | 1–0 | 4–2      | Barátságos mérkőzés                          |
| 43 | 2013. augusztus 14.  | Friends Arena, Stockholm, Svédország          | Norvégia      | 2–2 | 4–2      | Barátságos mérkőzés                          |
| 44 | 2013. augusztus 14.  | Friends Arena, Stockholm, Svédország          | Norvégia      | 3–2 | 4–2      | Barátságos mérkőzés                          |
| 45 | 2013. szeptember 10. | Asztana Aréna, Asztana, Kazahsztán            | Kazahsztán    | 1–0 | 1–0      | 2014-es labdarúgó-világbajnokság-selejtező   |
| 46 | 2013. október 11.    | Friends Arena, Stockholm, Svédország          | Ausztria      | 2–1 | 2–1      | 2014-es labdarúgó-világbajnokság-selejtező   |
| 47 | 2013. november 19.   | Friends Arena, Stockholm, Svédország          | Portugália    | 1–1 | 2–3      | 2014-es labdarúgó-világbajnokság-selejtező   |
| 48 | 2013. november 19.   | Friends Arena, Stockholm, Svédország          | Portugália    | 2–1 | 2–3      | 2014-es labdarúgó-világbajnokság-selejtező   |
| 49 | 2014. szeptember 4.  | Friends Arena, Stockholm, Svédország          | Észtország    | 1–0 | 2–0      | Barátságos mérkőzés                          |
| 50 | 2014. szeptember 4.  | Friends Arena, Stockholm, Svédország          | Észtország    | 2–0 | 2–0      | Barátságos mérkőzés                          |
| 51 | 2014. november 15.   | Stadion pod Goricom, Podgorica, Montenegró    | Montenegró    | 1–0 | 1–1      | 2016-os labdarúgó-Európa-bajnokság-selejtező |
| 52 | 2015. március 27.    | Zimbru Stadion, Kisjenő, Moldova              | Moldova       | 1–0 | 2–0      | 2016-os labdarúgó-Európa-bajnokság-selejtező |
| 53 | 2015. március 27.    | Zimbru Stadion, Kisjenő, Moldova              | Moldova       | 2–0 | 2–0      | 2016-os labdarúgó-Európa-bajnokság-selejtező |
| 54 | 2015. március 31.    | Friends Arena, Stockholm, Svédország          | Irán          | 1–0 | 3–1      | Barátságos mérkőzés                          |
| 55 | 2015. június 14.     | Friends Arena, Stockholm, Svédország          | Montenegró    | 2–0 | 3–1      | 2016-os labdarúgó-Európa-bajnokság-selejtező |
| 56 | 2015. június 14.     | Friends Arena, Stockholm, Svédország          | Montenegró    | 3–0 | 3–1      | 2016-os labdarúgó-Európa-bajnokság-selejtező |
| 57 | 2015. szeptember 8.  | Friends Arena, Stockholm, Svédország          | Ausztria      | 1–4 | 1–4      | 2016-os labdarúgó-Európa-bajnokság-selejtező |
| 58 | 2015. október 9.     | Rheinpark Stadion, Vaduz, Liechtenstein       | Liechtenstein | 2–0 | 2–0      | 2016-os labdarúgó-Európa-bajnokság-selejtező |
| 59 | 2015. október 12.    | Friends Arena, Stockholm, Svédország          | Moldova       | 1–0 | 2–0      | 2016-os labdarúgó-Európa-bajnokság-selejtező |
| 60 | 2015. november 14.   | Friends Arena, Stockholm, Svédország          | Dánia         | 2–0 | 2–1      | 2016-os labdarúgó-Európa-bajnokság-selejtező |
| 61 | 2015. november 17.   | Parken Stadion, Koppenhága, Dánia             | Dánia         | 1–0 | 2–2      | 2016-os labdarúgó-Európa-bajnokság-selejtező |
| 62 | 2015. november 17.   | Parken Stadion, Koppenhága, Dánia             | Dánia         | 2–0 | 2–2      | 2016-os labdarúgó-Európa-bajnokság-selejtező |

## Sikerei, díjai

### Klubcsapatokban
Ajax
- Holland bajnok: 2001–02, 2003–04
- Holland kupa: 2001–02
- Holland szuperkupa: 2002

 Internazionale
- Olasz bajnok: 2006–07, 2007–08, 2008–09
- Olasz szuperkupa: 2006, 2008

 Barcelona
- Spanyol bajnok: 2009–10
- Spanyol szuperkupa: 2009, 2010
- Európai szuperkupa: 2009
- FIFA Klubvilágbajnokság: 2009

 AC Milan
- Olasz bajnok: 2010–11, 2021–22
- Olasz szuperkupa: 2011

 Paris Saint-Germain
- Francia bajnok: 2012–13, 2013–14, 2014–15, 2015–16
- Francia szuperkupa: 2013, 2014, 2015
- Francia ligakupa: 2013–14, 2014–15, 2015–16
- Francia kupa: 2014–15, 2015–16

 Manchester United
- Angol szuperkupa: 2016
- Angol ligakupa: 2016–17
- Európa-liga: 2016–17

### Egyéni elismerései
- Serie A gólkirálya: 2009, 2012
- Serie A legjobb játékosa: 2008, 2009, 2011
- Ligue 1 gólkirálya: 2013, 2014, 2016
- Golden Foot-díj: 2012[271]
- Puskás Ferenc-díj: 2013
- Az év férfi sportolója Svédországban: 2008, 2010, 2013, 2015
- Az év svéd labdarúgója: 2005, 2007, 2008, 2009, 2010, 2011, 2012, 2013, 2014, 2015, 2016, 2020[272]